# Pterolophia albohumeralis
Pterolophia albohumeralis là một loài bọ cánh cứng trong họ Cerambycidae.